# エリーザベト・マリー・フォン・ミュンスターベルク＝エールス
エリーザベト・マリー・フォン・ミュンスターベルク＝エールス（独:Elisabeth Marie von Münsterberg-Oels, 1625年5月11日 - 1686年3月17日）は、シレジアのエールス公カール・フリードリヒ1世の娘で、ヴュルテンベルク＝エールス公ジルフィウス1世ニムロートの妻。ポジェブラト家最後の末裔。チェコ語名はアルジュベータ・マリエ・ミンステルベルスカー（Alžběta Marie Minsterberská）。

## 生涯
カール・フリードリヒ1世とその妻でザクセン＝ヴァイマル公フリードリヒ・ヴィルヘルム1世の娘であるアンナ・ゾフィア（1598年 - 1641年）の間の一人娘として生まれた。父は息子をもうけることが出来なかったため、エリーザベトに公領を相続させようと様々な努力をした。1638年には、エールス公領を女子相続の可能な「女の知行（Weiberlehen）」であると宣言している。
1647年5月1日、ヴュルテンベルク公エーバーハルト3世の従弟にあたるジルフィウス・ニムロートと結婚した。同月31日に父が死去し、ポジェブラト家の男系は途絶えた。エールス公領はボヘミア王冠領の封土であり、男子相続者が絶えた場合には王領に復帰（Heimfall）することが定められていた。これに基づき神聖ローマ皇帝フェルディナント3世がボヘミア王としての権限を行使してエールス公領を没収しようとしたため、エリーザベトはこれに強く抗議した。1648年、公領の一部を構成するモラヴィア地方のヤイシュピッツの割譲を条件に、皇帝はエリーザベトとジルフィウスの夫婦に改めてエールス公領を封土として譲渡した。ただし、公爵領の国家主権は以前よりさらに制限された。モラヴィアにある別の所領シュテルンベルクについては、その後もエールス公爵家に残された。
公爵夫妻は1652年に髑髏騎士団（Ritterorden vom Totenkopf）を創設した。夫の死後、エリーザベトは親類のレグニツァ＝ブジェク公フリスティアンおよびその庶出の異母弟アウグスト・レグニツキ伯爵と共同で、まだ未成年だった息子たちの後見人となった。1672年、最年長の息子ジルフィウス・フリードリヒが成人するとともに、下の息子たちの後見人の地位をジルフィウス・フリードリヒに譲って引退した。

## 子女
- アンナ・ゾフィー（1648年 - 1661年）
- カール・フェルディナント（1650年 - 1669年）
- ジルフィウス・フリードリヒ（1651年 - 1697年）
- クリスティアン・ウルリヒ（1652年 - 1704年）
- ユリウス・ジークムント（1653年 - 1684年）
- クニグンデ・ユリアーナ（1665年）
- ジルフィウス（1666年）